# 蕭樟
蕭樟（1467年—1543年），字國材，號秋山，江西吉安府永新縣人。明朝進士、官员。

## 生平
弘治十四年（1501年）辛酉科江西乡试第四十八名舉人，九年（1514年）甲戌科三甲第一百三名進士。初授福建莆田县知县，十四年调任广东四会县知县，十五年擢升刑部浙江司主事，嘉靖初参与議大禮。後改南京刑部广东司主事，历任员外郎、郎中，与权臣张璁、桂萼不合，十一年（1532年）出任云南曲靖府知府，不就，辞归隐居秋山下，人称秋山先生。